# Пайквілл (Теннессі)
Пайквілл (англ. Pikeville) — місто (англ. city) в США, в окрузі Бледсо штату Теннессі. Населення — 1824 особи (2020).

## Географія
Пайквілл розташований за координатами 35°36′55″ пн. ш. 85°11′36″ зх. д. / 35.61528° пн. ш. 85.19333° зх. д. (35.615288, -85.193289).  За даними Бюро перепису населення США в 2010 році місто мало площу 6,31 км², уся площа — суходіл.

## Демографія
Згідно з переписом 2010 року, у місті мешкало 1608 осіб у 665 домогосподарствах у складі 403 родин. Густота населення становила 255 осіб/км².  Було 797 помешкань (126/км²).
Расовий склад населення:
| - 93,6 % — білих - 2,8 % — чорних або афроамериканців - 0,2 % — корінних американців - 0,1 % — вихідців з тихоокеанських островів - 0,1 % — азіатів - 2,0 % — осіб інших рас |

До двох чи більше рас належало 1,2 %. Частка іспаномовних становила 3,6 % від усіх жителів.
За віковим діапазоном населення розподілялося таким чином: 22,8 % — особи молодші 18 років, 56,3 % — особи у віці 18—64 років, 20,9 % — особи у віці 65 років та старші. Медіана віку мешканця становила 42,9 року. На 100 осіб жіночої статі у місті припадало 86,1 чоловіків;  на 100 жінок у віці від 18 років та старших — 82,1 чоловіків також старших 18 років.
Середній дохід на одне домашнє господарство  становив 39 861 долар США (медіана — 23 849), а середній дохід на одну сім'ю — 54 139 доларів (медіана — 35 500). Медіана доходів становила 34 952 долари для чоловіків та 27 303 долари для жінок. За межею бідності перебувало 34,3 % осіб, у тому числі 51,7 % дітей у віці до 18 років та 27,9 % осіб у віці 65 років та старших.
Цивільне працевлаштоване населення становило 722 особи. Основні галузі зайнятості: освіта, охорона здоров'я та соціальна допомога — 25,9 %, виробництво — 13,3 %, будівництво — 11,8 %.